# 文化桥梁三语国民学校
文化桥梁三语国民学校位于印度尼西亚巴厘岛，为1966年以来印度尼西亚当局批准成立的第一所以华语教学为特色的学校，首期开学时间2004年7月19日。该校设华语、英语、印尼语三种语言教学；学校规模面积7600平方米，初期学生规模300人左右，学生主要为华裔、当地族裔和欧洲人；首任校长陈逸谨女士和印尼当局委派的校长约曼·维纳塔。

### 引用
1. ↑  周景洛; 陶社兰; 孙兆震. . 中国新闻网. 2004-06-17  [2023-05-05]. （原始内容存档于2023-05-04） –新浪.
2. ↑  光华日报（2004年）

### 资料来源
- 上述根据以下网站收集的资料整理。
- 中国·华声报[永久]
- . 光华日报. 2004-06-17. （原始内容存档于2004-06-18）.
- 马来西亚·南洋阅网